# Hidrografía de Asturias
Asturias es una región montañosa muy cercana al mar, por lo que está surcada por gran número de ríos, en general casi todos ellos cortos y muy caudalosos. El río más importante de Asturias es el Nalón, al que siguen los ríos Sella, Narcea y Navia. Otros dos ríos importantes, el río Eo y el río Deva solo discurren en su parte final por territorio asturiano.
Los ríos nacen en la divisoria de aguas de la cordillera Cantábrica y se abren paso hacia el mar Cantábrico. Mantienen una dirección general S-N, aunque hay algunos —el propio Nalón, el Nora o el Piloña— que en algún momento siguen una dirección E-O. 
Los ríos asturianos discurren en su curso superior encajados en profundos valles, lo que ha propiciado la construcción de embalses para el abastecimiento y la generación de energía hidroeléctrica.
Desde el punto de vista hidrográfico, Asturias no cuenta más que con una cuenca de importancia, la del Nalón, que drena casi la mitad del territorio asturiano. Le siguen en importancia la del río Navia —compartida con Galicia—, la del río Sella —que drena una pequeña parte de la provincia de León—, la del río Esva y las de los dos ríos que limitan Asturias: por el oeste la del río Eo y por el este, la del río Deva.
| Cuenca                       | Río                                | Longitud río (km) | Área cuenca (km²) | % cuenca (en relación con Asturias) |
| Cuenca del Eo                | Río Eo                             | 91,5              | 272               | 2,9                                 |
| Cuenca costeras occidentales | Ríos Cabo-Porcía                   |                   | 215               | 2,0                                 |
| Cuenca del Navia             | Río Navia                          | 99,4              | 1434              | 14,4                                |
| Cuenca del Esva              | Río Esva                           | 35                | 808               | 7,3                                 |
| Cuenca del Nalón             | Río Nalón                          | 129               | 4839              | 46,0                                |
| Cuenca costeras centrales    | Ríos Aboño, Piles, España, Colunga |                   | 1036              | 8,3                                 |
| Cuenca del Sella             | Río Sella                          | 56                | 1191              | 11,4                                |
| Cuenca costeras orientales   | Ríos Nueva, y Las Cabras           |                   | 336               | 3,2                                 |
| Cuenca del Deva              | Río Deva                           | 64                | 419               | 4,1                                 |

## Principales ríos de Asturias
| Longitud |       |      |                                          |                                          |                                          |                                          |                                          |               |             |        |                                                   |                                   | |                 |                               |
| Mar      | Total | Tipo | Río                                      | Río                                      | Río                                      | Río                                      | Río                                      | Longitud (km) | Cuenca      | Caudal | Fuente                                            | Desembocadura                     | Municipios (Concejos) | Otras CC.AA.    | Vertiente                     |
| 03       | 04    | CAN  | Río Eo                                   | Río Eo                                   | Río Eo                                   | Río Eo                                   | Río Eo                                   | 91,5 (99)     | 828         | 19,61  | Fonteo (Lugo)                                     | Ría del Eo (Cantábrico)           | San Tirso de Abres y Vegadeo (ver en Galicia)                                                                                                  | Galicia         | Comp. Galicia                 |
| 12       | f.o.  | LIT  | Río Suarón                               | Río Suarón                               | Río Suarón                               | Río Suarón                               | Río Suarón                               | 19,6          |             |        | Sierra de La Bobia                                | Ría del Eo (Cantábrico)           | Castropol y Vegadeo |                 | Cuencas costeras occidentales |
| ?        | f.o.  | LIT  | Arroyo Seares                            | Arroyo Seares                            | Arroyo Seares                            | Arroyo Seares                            | Arroyo Seares                            | 5,0           |             |        | Pico Raigada                                      | Ría del Eo                        | Castropol | —               | Cuencas costeras occidentales |
| ?        | f.o.  | LIT  | Río Péligos                              | Río Péligos                              | Río Péligos                              | Río Péligos                              | Río Péligos                              | 5,0           |             |        |                                                   | Playa de Serantes                 | Castropol y Tapia de Casariego | —               | Cuencas costeras occidentales |
| 28       | f.o.  | LIT  | Río Tol                                  | Río Tol                                  | Río Tol                                  | Río Tol                                  | Río Tol                                  | 6,3           |             |        | Penadecabras                                      | Mar Cantábrico                    | Castropol y Tapia de Casariego | —               | Cuencas costeras occidentales |
| ?        | f.o.  | LIT  | Río Anguleiro o Boudois o Pontafolgueira | Río Anguleiro o Boudois o Pontafolgueira | Río Anguleiro o Boudois o Pontafolgueira | Río Anguleiro o Boudois o Pontafolgueira | Río Anguleiro o Boudois o Pontafolgueira | 8,5           |             |        | Pico Cruces                                       | Playa de Ribeiria                 | Castropol y Tapia de Casariego | —               | Cuencas costeras occidentales |
| —        | f.o.  | INT  | —                                        | Río de La Muria-arroyo Orjales           | Río de La Muria-arroyo Orjales           | Río de La Muria-arroyo Orjales           | Río de La Muria-arroyo Orjales           | 8,22          |             |        |                                                   | Río Anguleiro                     | Tapia de Casariego | —               | Cuencas costeras occidentales |
| 06       | 18    | LIT  | Río Porcía                               | Río Porcía                               | Río Porcía                               | Río Porcía                               | Río Porcía                               | 33,8          |             |        | Sierra de La Bobia                                | Playa de Porcía (Cantábrico)      | Castropol, Tapia de Casariego y El Franco | —               | Cuencas costeras occidentales |
| —        | f.o.  | INT  | —                                        | Río Mazo                                 | Río Mazo                                 | Río Mazo                                 | Río Mazo                                 | 13,8          |             |        | Sierra de Penouta                                 | Río Porcia                        | El Franco | —               | Cuencas costeras occidentales |
| —        | f.o.  | INT  | —                                        | Río Llanda                               | Río Llanda                               | Río Llanda                               | Río Llanda                               | 11,3          |             |        | Sierra de Penouta                                 | Río Porcia                        | El Franco | —               | Cuencas costeras occidentales |
| 25       | f.o.  | LIT  | Río Vío                                  | Río Vío                                  | Río Vío                                  | Río Vío                                  | Río Vío                                  | 8,80          |             |        | Sierra de Vara                                    | Mar Cantábrico                    | El Franco | —               | Cuencas costeras occidentales |
| ?        | f.o.  | LIT  | Río Miudes                               | Río Miudes                               | Río Miudes                               | Río Miudes                               | Río Miudes                               | 6,1           |             |        | Pico El Farineiro                                 | Playa de Armanza                  | El Franco y Coaña | —               | Cuencas costeras occidentales |
| —        | 39    | LIT  | Río Meiro                                | Río Meiro                                | Río Meiro                                | Río Meiro                                | Río Meiro                                | 20,5          |             |        | Penouta (Boal)                                    | Ría de Navia                      | Boal y Coaña | —               | Cuencas costeras occidentales |
| 02       | 03    | CAN  | Río Navia                                | Río Navia                                | Río Navia                                | Río Navia                                | Río Navia                                | 99,4 (158)    | 2578        | 62,85  | Pedrafita do Cebreiro (Lugo)                      | Ría de Navia (Cantábrico)         | Ibias, Grandas de Salime, Allande, Pesoz, Illano, Boal, Villayón, Coaña y Navia (ver en Galicia)                                               | Galicia         | Cuenca del Navia              |
| —        | f.o.  | INT  | —                                        | Río de Anleo                             | Río de Anleo                             | Río de Anleo                             | Río de Anleo                             | 10            |             |        |                                                   | Río Navia                         | | —               | Cuenca del Navia              |
| —        | f.o.  | INT  | —                                        | Río Polea                                | Río Polea                                | Río Polea                                | Río Polea                                | 13,5          |             |        | Alto de la Degollada                              | Embalse de Arbón (río Navia)      | | —               | Cuenca del Navia              |
| —        | f.o.  | INT  | —                                        | Río Urubio                               | Río Urubio                               | Río Urubio                               | Río Urubio                               | 12,7          |             |        | Pico La Vaga                                      | Embalse de Doiras (río Navia)     | Boal, Illano | —               | Cuenca del Navia              |
| —        | 11    | INT  | —                                        | Río Agüeira                              | Río Agüeira                              | Río Agüeira                              | Río Agüeira                              | 47,5          |             |        | Sierra de La Bobia (Fonsagrada)                   | Embalse de Doiras (río Navia)     | Grandas de Salime, Illano, Pesoz, San Martín de Oscos, Santa Eulalia de Oscos y Villanueva de Oscos                                            | Lugo            | Cuenca del Navia              |
| —        | f.o.  | INT  | —                                        | —                                        | Río Ahio                                 | Río Ahio                                 | Río Ahio                                 | 12,6          |             |        |                                                   | Río Agüeiro                       | | —               | Cuenca del Navia              |
| —        | f.o.  | INT  | —                                        | —                                        | Río Villanueva                           | Río Villanueva                           | Río Villanueva                           | 18,9          |             |        |                                                   | Río Agüeiro                       | | —               | Cuenca del Navia              |
| —        | f.o.  | INT  | —                                        | Río Lloredo                              | Río Lloredo                              | Río Lloredo                              | Río Lloredo                              | 14,2          |             |        | Alto de Bustantigo                                | Río Navia (El Castelo)            | | —               | Cuenca del Navia              |
| —        | 32    | INT  | —                                        | Río del Oro                              | Río del Oro                              | Río del Oro                              | Río del Oro                              | 22,8          |             |        | Alto de los Lagos de Braniego                     | Río Navia                         | Allande | —               | Cuenca del Navia              |
| —        | 07    | CAN  | —                                        | Sistema Ibias–Cerredo                    | Sistema Ibias–Cerredo                    | Sistema Ibias–Cerredo                    | Sistema Ibias–Cerredo                    | 59,1          | 389,754     |        | Puerto de Cerredo                                 | Río Navia                         | Degaña, Cangas del Narcea e Ibias (y el gallego, Regueira de Muñiz)                                                                            | —               | Cuenca del Navia              |
| —        | —     | INT  | —                                        | —                                        | Río Aviouga o Valdebueyes                | Río Aviouga o Valdebueyes                | Río Aviouga o Valdebueyes                | 14,6          |             |        | Monte Valdebueyes                                 | Río Ibias                         | Ibias | —               | Cuenca del Navia              |
| —        | f.o.  | INT  | —                                        | —                                        | Río Cervos                               | Río Cervos                               | Río Cervos                               | 7,0           |             |        | Pico de Collia (s.ª del Bouzón)                   | Río Ibias                         | | —               | Cuenca del Navia              |
| —        | f.o.  | CAN  | —                                        | —                                        | Río Pelliceira-Regueiro Pedroso          | Río Pelliceira-Regueiro Pedroso          | Río Pelliceira-Regueiro Pedroso          | 10,6          |             |        | Alto da Silvela (s.ª de Campuliares)              | Río Ibias                         | | —               | Cuenca del Navia              |
| —        | f.o.  | CAN  | —                                        | —                                        | Río Luiña                                | Río Luiña                                | Río Luiña                                | 10,9          |             |        | Laguna Chagozos                                   | Río Ibias                         | | —               | Cuenca del Navia              |
| —        | (*)   | CAN  | —                                        | —                                        | Río Cerredo                              | Río Cerredo                              | Río Cerredo                              | 10,3          |             |        | Puerto de Cerredo                                 | Río Ibias                         | Degaña | —               | Cuenca del Navia              |
| 24       | f.o.  | LIT  | Río Frejulfe                             | Río Frejulfe                             | Río Frejulfe                             | Río Frejulfe                             | Río Frejulfe                             | 9,1           |             |        | Pico Rebordiabueis                                | Playa de Frexulfe (Cantábrico)    | Navia | —               | Cuencas costeras occidentales |
| 18       | f.o.  | LIT  | Río Barayo–Vidural                       | Río Barayo–Vidural                       | Río Barayo–Vidural                       | Río Barayo–Vidural                       | Río Barayo–Vidural                       | 14,3          |             |        | Pico Panondres                                    | Playa de Barayo (Cantábrico)      | Navia, Valdés | —               | Cuencas costeras occidentales |
| 07       | 23    | LIT  | Río Negro                                | Río Negro                                | Río Negro                                | Río Negro                                | Río Negro                                | 26            | 110         |        | Pico La Bobia, s.ª de Bullacente                  | Mar Cantábrico                    | Villayón, Valdés | —               | Cuencas costeras occidentales |
| —        | f.o.  | LIT  | —                                        | Río Pequeño                              | Río Pequeño                              | Río Pequeño                              | Río Pequeño                              | 9,3           |             |        | Pico El Can                                       | Río Negro                         | Valdés | —               | Cuencas costeras occidentales |
| 04       | 08    | LIT  | Sistema Esva–Navelgas                    | Sistema Esva–Navelgas                    | Sistema Esva–Navelgas                    | Sistema Esva–Navelgas                    | Sistema Esva–Navelgas                    | 57            | 461         | 10,40  | Ese de Calleras                                   | Playa de Cueva (Cantábrico)       | Tineo y Valdés | —               | Cuencas costeras occidentales |
| —        | 25    | LIT  | —                                        | Río Bárcena                              | Río Bárcena                              | Río Bárcena                              | Río Bárcena                              | 25,4          |             |        | Alto de Santiellos                                | Río Esva                          | | —               | Cuencas costeras occidentales |
| —        | f.o.  | LIT  | —                                        | —                                        | Río Caborno                              | Río Caborno                              | Río Caborno                              | 10,0          |             |        | Pico Navariego                                    | Río Bárcena                       | Tineo | —               | Cuencas costeras occidentales |
| —        | (*)   | LIT  | —                                        | Río Navelgas                             | Río Navelgas                             | Río Navelgas                             | Río Navelgas                             | 26,8          |             |        | Lleirón Blanco, sierra de Fonfaraón               | Río Esva                          | Tineo | —               | Cuencas costeras occidentales |
| —        | f.o.  | LIT  | —                                        | —                                        | Arroyo de Yerbo                          | Arroyo de Yerbo                          | Arroyo de Yerbo                          | 11,4          |             |        | Sierra de Ablaniego                               | Río Navelgas                      | Tineo | —               | Cuencas costeras occidentales |
| —        | 26    | LIT  | —                                        | Río Llorín–Brañalonga                    | Río Llorín–Brañalonga                    | Río Llorín–Brañalonga                    | Río Llorín–Brañalonga                    | 25,3          |             |        | Alto de la Casa del Puerto (s.ª de Tineo)         | Río Esva                          | Valdés | —               | Cuencas costeras occidentales |
| —        | f.o.  | LIT  | —                                        | —                                        | Río Musña                                | Río Musña                                | Río Musña                                | 10,1          |             |        | La Cogolla                                        | Río Llorín                        | Valdés | —               | Cuencas costeras occidentales |
| —        | f.o.  | LIT  | —                                        | —                                        | Río Trieves                              | Río Trieves                              | Río Trieves                              | 9,5           |             |        | Altos de Mera                                     | Río Llorín                        | Valdés | —               | Cuencas costeras occidentales |
| —        | f.o.  | LIT  | —                                        | —                                        | Arroyo Selveres-Castro                   | Arroyo Selveres-Castro                   | Arroyo Selveres-Castro                   | 8,3           |             |        | Altos de Bustellón                                | Río Llorín                        | Valdés | —               | Cuencas costeras occidentales |
| —        | f.o.  | LIT  | —                                        | —                                        | Río Lavio                                | Río Lavio                                | Río Lavio                                | 9,2           |             |        | Picu Tucumbreu                                    | Río Llorín                        | Valdés | —               | Cuencas costeras occidentales |
| —        | f.o.  | LIT  | —                                        | Río Naraval                              | Río Naraval                              | Río Naraval                              | Río Naraval                              | 15,3          |             |        | Sierra de Buseco                                  | Río Esva                          | | —               | Cuencas costeras occidentales |
| —        | f.o.  | LIT  | —                                        | Río Mallene                              | Río Mallene                              | Río Mallene                              | Río Mallene                              | 13,2          |             |        | Sierra de los Faedos                              | Río Esva                          | | —               | Cuencas costeras occidentales |
| 30       | f.o.  | LIT  | Río Cabo                                 | Río Cabo                                 | Río Cabo                                 | Río Cabo                                 | Río Cabo                                 | 5             |             |        | Picu Parandiella                                  | Mar Cantábrico                    | Cudillero | —               | Cuencas costeras occidentales |
| 13       | f.o.  | LIT  | Río Esqueiro                             | Río Esqueiro                             | Río Esqueiro                             | Río Esqueiro                             | Río Esqueiro                             | 19,2          |             |        | Sierra de Los faedos                              | Playa de san Pedro (Cantábrico)   | Cudillero | —               | Cuencas costeras occidentales |
| 19       | f.o.  | LIT  | Río Uncín                                | Río Uncín                                | Río Uncín                                | Río Uncín                                | Río Uncín                                | 13            |             |        |                                                   | Concha de Artedo (Cantábrico)     | — |                 | Cuencas costeras occidentales |
| 01       | 01    | CAN  | Río Nalón                                | Río Nalón                                | Río Nalón                                | Río Nalón                                | Río Nalón                                | 140,8         | 3692        | 55,18  | La Nalona, en el puerto de Tarna                  | Ría de Pravia Cantábrico)         | Caso, Sobrescobio, Laviana, San Martín del Rey Aurelio, Langreo, Oviedo, Grado, Las Regueras, Candamo, Pravia, Soto del Barco y Muros de Nalón | —               | Cuenca del Nalón              |
| —        | 35    | INT  | —                                        | Río Aranguín                             | Río Aranguín                             | Río Aranguín                             | Río Aranguín                             | 21,9          |             |        |                                                   | Río Nalón                         | Salas | —               | Cuenca del Nalón              |
| —        | 02    | CAN  | —                                        | Río Narcea                               | Río Narcea                               | Río Narcea                               | Río Narcea                               | 110,9         | 1135        | 15,77  | Fuentes del Narcea                                | Río Nalón                         | Cangas del Narcea, Tineo, Belmonte de Miranda, Salas y Pravia                                                                                  | —               | Cuenca del Nalón              |
| —        | f.o.  | INT  | —                                        | —                                        | Río Nonaya                               | Río Nonaya                               | Río Nonaya                               | 16,4          |             |        | Alto de la Espina                                 | Río Narcea                        | Salas | —               | Cuenca del Nalón              |
| —        | f.o.  | CAN  | —                                        | —                                        | —                                        | Arroyo Barredo                           | Arroyo Barredo                           | 11,1          |             |        |                                                   | Río Nonaya                        | Salas | —               | Cuenca del Nalón              |
| —        | f.o.  | CAN  | —                                        | —                                        | —                                        | Río Camuño-Forgaza                       | Río Camuño-Forgaza                       | 8,8           |             |        |                                                   | Río Nonaya                        | Salas | —               | Cuenca del Nalón              |
| —        | 10    | CAN  | —                                        | —                                        | Río Pigüeña                              | Río Pigüeña                              | Río Pigüeña                              | 47,6          | 404,45      |        | Fuente de la Paradona                             | Río Narcea                        | Somiedo y Belmonte de Miranda | —               | Cuenca del Nalón              |
| —        | f.o.  | CAN  | —                                        | —                                        | —                                        | Río Montovo                              | Río Montovo                              | 7,9           |             |        |                                                   | Río Pigüeña                       | Somiedo | —               | Cuenca del Nalón              |
| —        | 36    | CAN  | —                                        | —                                        | —                                        | Río Somiedo                              | Río Somiedo                              | 21,3          |             |        |                                                   | Río Pigüeña                       | Somiedo | —               | Cuenca del Nalón              |
| —        | f.o.  | CAN  | —                                        | —                                        | —                                        | —                                        | Río Saliencia                            | 16            |             |        |                                                   | Río Somiedo                       | Somiedo | —               | Cuenca del Nalón              |
| —        | f.o.  | CAN  | —                                        | —                                        | —                                        | —                                        | Río Sousas-Río del Valle                 | 12,4          |             |        |                                                   | Río Somiedo                       | Somiedo | —               | Cuenca del Nalón              |
| —        | f.o.  | INT  | —                                        | —                                        | Río Leiroso-Modreros                     | Río Leiroso-Modreros                     | Río Leiroso-Modreros                     | 10            |             |        |                                                   | Río Narcea                        | | —               | Cuenca del Nalón              |
| —        | f.o.  | INT  | —                                        | —                                        | Río Cauxa-Dorniellas                     | Río Cauxa-Dorniellas                     | Río Cauxa-Dorniellas                     | 14,5          |             |        |                                                   | Río Narcea                        | | —               | Cuenca del Nalón              |
| —        | f.o.  | INT  | —                                        | —                                        | Río Genestaza o Tuña                     | Río Genestaza o Tuña                     | Río Genestaza o Tuña                     | 16,6          |             |        | Collado de los Cadavales                          | Río Narcea                        | | —               | Cuenca del Nalón              |
| —        | f.o.  | INT  | —                                        | —                                        | —                                        | Río Faixerúa                             | Río Faixerúa                             | 17,6          |             |        | Sierra de la Serentina                            | Río Genestoza                     | | —               | Cuenca del Nalón              |
| —        | 33    | INT  | —                                        | —                                        | Río Gera-Villaverde                      | Río Gera-Villaverde                      | Río Gera-Villaverde                      | 22,6          |             |        | Pico La Cabanona                                  | Río Narcea                        | Tineo | —               | Cuenca del Nalón              |
| —        | 16    | INT  | —                                        | —                                        | Río Arganza                              | Río Arganza                              | Río Arganza                              | 37,5          |             |        | Pico Piqueira                                     | Río Narcea                        | | —               | Cuenca del Nalón              |
| —        | f.o.  | CAN  | —                                        | —                                        | —                                        | Río de la Pola (o Nisón)                 | Río de la Pola (o Nisón)                 | 16,45         |             |        | Puerto del Palo                                   | Río Arganza                       | Cangas de Narcea | —               | Cuenca del Nalón              |
| —        | f.o.  | CAN  | —                                        | —                                        | —                                        | —                                        | Río Prada                                | 10,20         |             |        | Sierra de Iboya                                   | Río de la Pola                    | Cangas de Narcea | —               | Cuenca del Nalón              |
| —        | f.o.  | CAN  | —                                        | —                                        | —                                        | Río Comba–Pomar                          | Río Comba–Pomar                          | 12,50         |             |        | Collado de los Llagos                             | Río Arganza                       | Cangas de Narcea | —               | Cuenca del Nalón              |
| —        | 29    | INT  | —                                        | —                                        | Río Onón–de los Carabales                | Río Onón–de los Carabales                | Río Onón–de los Carabales                | 24,5          |             |        |                                                   | Río Narcea                        | Cangas de Narcea | —               | Cuenca del Nalón              |
| —        | f.o.  | INT  | —                                        | —                                        | Río Jurquera                             | Río Jurquera                             | Río Jurquera                             | 18            |             |        |                                                   | Río de los Carabales              | Cangas de Narcea | —               | Cuenca del Nalón              |
| —        | f.o.  | INT  | —                                        | —                                        | Antrago–arroyo Fastio                    | Antrago–arroyo Fastio                    | Antrago–arroyo Fastio                    | 19            |             |        |                                                   | Río Narcea                        | Cangas de Narcea | —               | Cuenca del Nalón              |
| —        | 21    | CAN  | —                                        | —                                        | Río Naviego                              | Río Naviego                              | Río Naviego                              | 28,2          |             |        |                                                   | Río Narcea                        | Cangas de Narcea | —               | Cuenca del Nalón              |
| —        | 37    | CAN  | —                                        | —                                        | —                                        | Río Cibea                                | Río Cibea                                | 21,3          |             |        |                                                   | Río Naviego                       | Cangas de Narcea | —               | Cuenca del Nalón              |
| —        | 28    | INT  | —                                        | —                                        | Río del Coto                             | Río del Coto                             | Río del Coto                             | 24,7          |             |        |                                                   | Río Narcea                        | Cangas de Narcea | —               | Cuenca del Nalón              |
| —        | f.o.  | INT  | —                                        | —                                        | —                                        | Río Cabreiro                             | Río Cabreiro                             | 11,0          |             |        | Puerto del Connio                                 | Río del Coto                      | Cangas de Narcea | —               | Cuenca del Nalón              |
| —        | f.o.  | CAN  | —                                        | —                                        | Río Muniellos–Tablizo                    | Río Muniellos–Tablizo                    | Río Muniellos–Tablizo                    | 14            |             |        | Sierra de Muniellos                               | Río Narcea                        | Cangas de Narcea | —               | Cuenca del Nalón              |
| —        | f.o.  | CAN  | —                                        | —                                        | Río Gillón                               | Río Gillón                               | Río Gillón                               | 10,6          |             |        | Puerto del Rañadoiro                              | Río Narcea                        | Cangas de Narcea | —               | Cuenca del Nalón              |
| —        | 14    | INT  | —                                        | Río Cubia                                | Río Cubia                                | Río Cubia                                | Río Cubia                                | 41 (28.8)     | 210         | 5,13   | Pico La Berza, en la Sierra de Porcabezas         | Río Nalón                         | | —               | Cuenca del Nalón              |
| —        | f.o.  | INT  | —                                        | —                                        | Río Menéndez (o Las Varas)               | Río Menéndez (o Las Varas)               | Río Menéndez (o Las Varas)               | 10,6          |             |        |                                                   | Río Cubia                         | | —               | Cuenca del Nalón              |
| —        | f.o.  | INT  | —                                        | —                                        | Río Vega                                 | Río Vega                                 | Río Vega                                 | 13,8          |             |        |                                                   | Río Cubia                         | | —               | Cuenca del Nalón              |
| —        | f.o.  | INT  | —                                        | Río de Sama                              | Río de Sama                              | Río de Sama                              | Río de Sama                              | 17,2          |             |        |                                                   | Río Nalón                         | Proaza, Grado | —               | Cuenca del Nalón              |
| —        |       | INT  | -                                        | Río Andallón                             | Río Andallón                             | Río Andallón                             | Río Andallón                             | 15,3          |             |        | Pico Gorfolí                                      | Río Nalón                         | Llanera y Las Regueras | —               | Cuenca del Nalón              |
| —        | 05    | INT  | -                                        | Río Nora                                 | Río Nora                                 | Río Nora                                 | Río Nora                                 | 77,6          | 380,71      | 20,98  | Valvidares (en Sariego)                           | Río Nalón                         | Sariego, Siero, Noreña, Oviedo, Llanera y Las Regueras                                                                                         | —               | Cuenca del Nalón              |
| —        | f.o.  | INT  | -                                        | -                                        | Río Seco                                 | Río Seco                                 | Río Seco                                 | 8,6           |             |        | La Golpina                                        | Río Nora                          | Siero | —               | Cuenca del Nalón              |
| —        | f.o.  | INT  | -                                        | -                                        | Río de La Muerte o Negro                 | Río de La Muerte o Negro                 | Río de La Muerte o Negro                 | 8,5           |             |        | Pumarabule                                        | Río Nora                          | | —               | Cuenca del Nalón              |
| —        | 20    | INT  | -                                        | -                                        | Río Noreña                               | Río Noreña                               | Río Noreña                               | 29,1          |             |        | Sierra de Fario                                   | Río Nora                          | Siero, Noreña | —               | Cuenca del Nalón              |
| —        | f.o.  | INT  | -                                        | -                                        | Río Tarabica                             | Río Tarabica                             | Río Tarabica                             | 7,8           |             |        |                                                   | Río Nora                          | Llanera | —               | Cuenca del Nalón              |
| —        | 12    | CAN  | —                                        | Río Trubia–Lindes                        | Río Trubia–Lindes                        | Río Trubia–Lindes                        | Río Trubia–Lindes                        | 46            |             |        | Confluencia del Ricabo y Lindes                   | Río Nalón                         | Quirós, Proaza, Santo Adriano y Oviedo | —               | Cuenca del Nalón              |
| —        | 19    | CAN  | —                                        | —                                        | Río Teverga (con el Páramo)              | Río Teverga (con el Páramo)              | Río Teverga (con el Páramo)              | 30,4          |             |        | Confluencia del Páramo y el Cazarna               | Río Trubia                        | Proaza y Teverga | —               | Cuenca del Nalón              |
| —        | f.o.  | CAN  | —                                        | —                                        | —                                        | Río Taja                                 | Río Taja                                 | 11            |             |        |                                                   | Río Teverga                       | Teverga | —               | Cuenca del Nalón              |
| —        | f.o.  | CAN  | —                                        | —                                        | —                                        | Río Cazarna                              | Río Cazarna                              | 11            |             |        |                                                   | Río Teverga                       | Teverga | —               | Cuenca del Nalón              |
| —        | 38    | CAN  | —                                        | —                                        | —                                        | Río Páramo                               | Río Páramo                               | 20,5          |             |        | Puerto de Ventana                                 | Río Teverga                       | Teverga | —               | Cuenca del Nalón              |
| —        | f.o.  | CAN  | —                                        | —                                        | —                                        | Río Ricabo                               | Río Ricabo                               | 12            |             |        | Collado Lingleo (puertos de Agüeria)              | Río Trubia                        | Quirós | —               | Cuenca del Nalón              |
| —        | f.o.  | CAN  | —                                        | —                                        | —                                        | Río Lindes (con el río de la Foz Grande) | Río Lindes (con el río de la Foz Grande) | 13,5          |             |        | Puertos de Agüeria                                | Río Trubia                        | Quirós | —               | Cuenca del Nalón              |
| —        |       | CAN  | —                                        | Río Gafo                                 | Río Gafo                                 | Río Gafo                                 | Río Gafo                                 | 10,5          |             |        |                                                   | Río Nalón                         | Mieres, Morcín y Ribera de Arriba | —               | Cuenca del Nalón              |
| —        | 06    | CAN  | —                                        | Sistema Caudal–Aller–Huerna              | Sistema Caudal–Aller–Huerna              | Sistema Caudal–Aller–Huerna              | Sistema Caudal–Aller–Huerna              | 61,4          | 654,407     |        | Confluencia del Lena y el Aller                   | Río Nalón                         | Mieres, Morcín y Ribera de Arriba | —               | Cuenca del Nalón              |
| —        | f.o.  | INT  | —                                        | —                                        | Río Morcín                               | Río Morcín                               | Río Morcín                               | 7,6           |             |        |                                                   | Río Caudal                        | Oviedo | —               | Cuenca del Nalón              |
| —        | f.o.  | INT  | —                                        | —                                        | Río Riosa                                | Río Riosa                                | Río Riosa                                | 15,1          |             |        |                                                   | Río Caudal                        | | —               | Cuenca del Nalón              |
| —        | f.o.  | INT  | —                                        | —                                        | Río San Juan                             | Río San Juan                             | Río San Juan                             | 10,6          |             |        |                                                   | Río Caudal                        | Mieres | —               | Cuenca del Nalón              |
| —        | f.o.  | INT  | —                                        | —                                        | Río Turón                                | Río Turón                                | Río Turón                                | 11,5          |             |        |                                                   | Río Caudal                        | Mieres | —               | Cuenca del Nalón              |
| —        | 15    | CAN  | —                                        | —                                        | Río Aller                                | Río Aller                                | Río Aller                                | 38,5          | 280         | 10,88  | Puerto de Vegarada                                | Río Caudal                        | Aller | —               | Cuenca del Nalón              |
| —        | 41    | CAN  | —                                        | —                                        | —                                        | Río Negro o de Nembra                    | Río Negro o de Nembra                    | 20            |             |        | Puerto de la Coriza                               | Río Aller                         | Aller | —               | Cuenca del Nalón              |
| —        | f.o.  | CAN  | —                                        | —                                        | —                                        | Río Llananzanes                          | Río Llananzanes                          | 7,8           |             |        | Puerto de Piedrafita                              | Río Aller                         | Aller | —               | Cuenca del Nalón              |
| —        | f.o.  | CAN  | —                                        | —                                        | —                                        | Río San Isidro                           | Río San Isidro                           | 19            |             |        | Puerto de San Isidro                              | Río Aller                         | Aller | —               | Cuenca del Nalón              |
| —        | (*)   | CAN  | —                                        | —                                        | Río Lena-Huerna                          | Río Lena-Huerna                          | Río Lena-Huerna                          | 40,8          |             |        | Confluencia del Huerna y del Pajares              | Río Caudal                        | | —               | Cuenca del Nalón              |
| —        | f.o.  | CAN  | -                                        | -                                        | -                                        | Río Naredo                               | Río Naredo                               | 8,3           |             |        |                                                   | Río Lena                          | | —               | Cuenca del Nalón              |
| —        | (*)   | CAN  | —                                        | —                                        | —                                        | Río Huerna o Valgrande                   | Río Huerna o Valgrande                   | 20,2          |             |        | Braña el Meicín                                   | Río Lena                          | | —               | Cuenca del Nalón              |
| —        |       | CAN  | -                                        | -                                        | -                                        | Río Pajares                              | Río Pajares                              | 17,2          |             |        | Puerto de Pajares                                 | Río Lena                          | | —               | Cuenca del Nalón              |
| —        | f.o.  | INT  | -                                        | Río Candin                               | Río Candin                               | Río Candin                               | Río Candin                               | 10,5          |             |        | Picu la Llosona                                   | Río Nalón                         | Bimenes, Langreo y Siero. | —               | Cuenca del Nalón              |
| —        | f.o.  | INT  | -                                        | Río Villoria                             | Río Villoria                             | Río Villoria                             | Río Villoria                             | 9,3           |             |        | Sierra de Pelugano                                | Río Nalón                         | Laviana | —               | Cuenca del Nalón              |
| —        | f.o.  | CAN  | -                                        | Río Caleao-Arrudos                       | Río Caleao-Arrudos                       | Río Caleao-Arrudos                       | Río Caleao-Arrudos                       | 16,1          |             |        | Pico Cascayón                                     | Río Nalón                         | Caso | —               | Cuenca del Nalón              |
| —        | f.o.  | CAN  | -                                        | Río Orlé                                 | Río Orlé                                 | Río Orlé                                 | Río Orlé                                 | 11            |             |        | Sierra de los Duernos                             | Río Nalón                         | Caso | —               | Cuenca del Nalón              |
| —        | f.o.  | CAN  | -                                        | Río Monasterio                           | Río Monasterio                           | Río Monasterio                           | Río Monasterio                           | 11,2          |             |        | Valdebezón, Sierra de Mogayo                      | Río Nalón                         | Caso | —               |                               |
| 10       | 34    | LIT  | Río Alvares                              | Río Alvares                              | Río Alvares                              | Río Alvares                              | Río Alvares                              | 22,1          |             |        | Alto del Cume                                     | Ría de Avilés (Cantábrico)        | Llanera, Corvera, Avilés y Gozón |                 | Cuencas costeras centrales    |
| 16b      | f.o.  | LIT  | Río Raíces                               | Río Raíces                               | Río Raíces                               | Río Raíces                               | Río Raíces                               | ap. 10-15     |             |        |                                                   | Playa de Salinas (Cantábrico)     | Castrillón | —               | Cuencas costeras centrales    |
| 22       | f.o.  | LIT  | Río La Ferrería                          | Río La Ferrería                          | Río La Ferrería                          | Río La Ferrería                          | Río La Ferrería                          | 10,5          |             |        | Pico Las Pilas                                    | Santa María del Mar (Cantábrico)  | Candamo, Soto del Barco y Castrillón | —               | Cuencas costeras centrales    |
| 25       | f.o.  | LIT  | Río La Pregona                           | Río La Pregona                           | Río La Pregona                           | Río La Pregona                           | Río La Pregona                           | ap. 5-10      |             |        |                                                   | Mar Cantábrico                    | Carreño | —               | Cuencas costeras centrales    |
| 11       | 40    | LIT  | Río Aboño                                | Río Aboño                                | Río Aboño                                | Río Aboño                                | Río Aboño                                | 20,2          |             |        | Monte de Santofirme                               | Playa de Aboño (Cantábrico)       | Llanera y Gijón | —               | Cuencas costeras centrales    |
| 17       | f.o.  | LIT  | Río Piles-arroyo del Meredal             | Río Piles-arroyo del Meredal             | Río Piles-arroyo del Meredal             | Río Piles-arroyo del Meredal             | Río Piles-arroyo del Meredal             | 15,4          | 72,558      |        |                                                   | Playa de San Lorenzo (Gijón)      | Gijón |                 | Cuencas costeras centrales    |
| 16       | f.o.  | LIT  | Río España                               | Río España                               | Río España                               | Río España                               | Río España                               | 15,5          |             |        | Picu Fariu                                        | Mar Cantábrico                    | Sariego y Villaviciosa | —               | Cuencas costeras centrales    |
| —        |       | LIT  | —                                        | Río Ríoseco                              | Río Ríoseco                              | Río Ríoseco                              | Río Ríoseco                              | 10,5          |             |        | Sierra de fario                                   | Río España                        | Siero, Gijón y Villaviciosa |                 | Cuencas costeras centrales    |
| 26       | f.o.  | LIT  | Río Merón                                | Río Merón                                | Río Merón                                | Río Merón                                | Río Merón                                | 8,0           |             |        | Monte Gusmil                                      | Mar Cantábrico                    | Villaviciosa | —               | Cuencas costeras centrales    |
| 09       | 31    | LIT  | Sistema Linares–Río de la Ría            | Sistema Linares–Río de la Ría            | Sistema Linares–Río de la Ría            | Sistema Linares–Río de la Ría            | Sistema Linares–Río de la Ría            | 23,1          | 99,209      |        | Fontelea                                          | Ría de Villaviciosa               | Villaviciosa | —               | Cuencas costeras centrales    |
| —        | (*)   | LIT  | —                                        | Río de la Ría                            | Río de la Ría                            | Río de la Ría                            | Río de la Ría                            | 11,0          |             |        | Fontelea, Los Codes                               | Ría de Villaviciosa               | Piloña, Villaviciosa | —               | Cuencas costeras centrales    |
| —        | f.o.  | LIT  | —                                        | —                                        | Arroyo de Sales                          | Arroyo de Sales                          | Arroyo de Sales                          | 11,5          |             |        | Monte Collia                                      | Río de la Ría                     | Villaviciosa | —               | Cuencas costeras centrales    |
| —        | f.o.  | LIT  | —                                        | Río Valdediós                            | Río Valdediós                            | Río Valdediós                            | Río Valdediós                            | 8,9           |             |        | Monte de Valdedios                                | Río de la Ría                     | Villaviciosa | —               | Cuencas costeras centrales    |
| 20       | f.o.  | LIT  | Río de Nabla                             | Río de Nabla                             | Río de Nabla                             | Río de Nabla                             | Río de Nabla                             | 12,6          |             |        | Sietes                                            | Ría de Villaviciosa               | Villaviciosa | —               | Cuencas costeras centrales    |
| 27       | f.o.  | LIT  | Río de Gües                              | Río de Gües                              | Río de Gües                              | Río de Gües                              | Río de Gües                              | 6,6           |             |        | Fontelea                                          | Mar Cantábrico                    | Villaviciosa | —               | Cuencas costeras centrales    |
| 15       | f.o.  | LIT  | Río Colunga-Pivierda                     | Río Colunga-Pivierda                     | Río Colunga-Pivierda                     | Río Colunga-Pivierda                     | Río Colunga-Pivierda                     | 16,6          |             |        |                                                   | Playa de la Griega (Cantábrico)   | Colunga |                 | Cuencas costeras centrales    |
| 23       | f.o.  | LIT  | Río Carrandi o Espasa                    | Río Carrandi o Espasa                    | Río Carrandi o Espasa                    | Río Carrandi o Espasa                    | Río Carrandi o Espasa                    | 10,5          |             |        | Pico de Fontanielles                              | Playa de la Espasa (Cantábrico)   | Caravia y Colunga | —               | Cuencas costeras centrales    |
| —        | f.o.  | LIT  | Río Acebo                                | Río Acebo                                | Río Acebo                                | Río Acebo                                | Río Acebo                                | ap. 5-10      |             |        |                                                   | Playa de Vega (Cantábrico)        | Parres y Ribadesella | —               | Cuencas costeras centrales    |
| 05       | 09    | CAN  | Río Sella                                | Río Sella                                | Río Sella                                | Río Sella                                | Río Sella                                | 56 (66)       | 1246 (1284) | 18,07  | Fuente del Infierno (Sajambre, León)              | Ría de Ribadesella (Cantábrico)   | Ponga, Amieva, Parres de Cangas de Onís y Ribadesella (y Oseja de Sajambre, en León)                                                           | Castilla y León | Cuenca del Sella              |
| —        | 22    | CAN  | -                                        | Río de Víboli                            | Río de Víboli                            | Río de Víboli                            | Río de Víboli                            | 5,20          |             |        | Collado Granceno                                  | Río Sella                         | Ponga |                 | Cuenca del Sella              |
| —        | 22    | CAN  | -                                        | Río Santagustia                          | Río Santagustia                          | Río Santagustia                          | Río Santagustia                          | 5,10          |             |        | Majada de Les Bedules                             | Río Sella                         | Ponga |                 | Cuenca del Sella              |
| —        | 22    | CAN  | -                                        | Río Ponga                                | Río Ponga                                | Río Ponga                                | Río Ponga                                | 27,8          |             |        | Puerto de Ventaniella                             | Río Sella                         | Ponga y Amieva |                 | Cuenca del Sella              |
| —        | f.o.  | INT  | —                                        | —                                        | Río Moro-Samedón                         | Río Moro-Samedón                         | Río Moro-Samedón                         | 13,4          |             |        | Pico de La Mogrera                                | Río Ponga                         | Ponga | —               | Cuenca del Sella              |
| —        | f.o.  | INT  | —                                        | —                                        | Río de Taranes                           | Río de Taranes                           | Río de Taranes                           |               |             |        | Pico La Llambría                                  | Río Ponga                         | Ponga | —               | Cuenca del Sella              |
| —        | 13    | INT  | —                                        | Río Piloña                               | Río Piloña                               | Río Piloña                               | Río Piloña                               | 43,2 (29.0)   | 511,74      | 8,13   | Ceceda, confluencia del Fuensanta y del Viao      | Río Sella                         | Nava, Piloña y Parres | —               | Cuenca del Sella              |
| —        | f.o.  | INT  | —                                        | —                                        | Río de La Cueva                          | Río de La Cueva                          | Río de La Cueva                          |               |             |        |                                                   | Río Piloña                        | Piloña | —               | Cuenca del Sella              |
| —        | f.o.  | INT  | —                                        | —                                        | Río Mampodre                             | Río Mampodre                             | Río Mampodre                             | 11,5          |             |        |                                                   | Río Piloña                        | Parres | —               | Cuenca del Sella              |
| —        | f.o.  | INT  | —                                        | —                                        | Río Tendi (con el río Fresnéu)           | Río Tendi (con el río Fresnéu)           | Río Tendi (con el río Fresnéu)           | 10,3          |             |        | Collado Moande                                    | Río Piloña                        | Piloña | —               | Cuenca del Sella              |
| —        | f.o.  | INT  | —                                        | —                                        | Río Color                                | Río Color                                | Río Color                                | 13,9          |             |        | Collado Los Llagos                                | Río Piloña                        | Piloña | —               | Cuenca del Sella              |
| —        | f.o.  | INT  | —                                        | —                                        | Río Espinaredo-río Infierno              | Río Espinaredo-río Infierno              | Río Espinaredo-río Infierno              | 17,3 (7,7)    |             |        |                                                   | Río Piloña                        | Piloña, Caso |                 | Cuenca del Sella              |
| —        | f.o.  | INT  | —                                        | —                                        | Río La Marea                             | Río La Marea                             | Río La Marea                             | 13,4          |             |        |                                                   | Río Piloña                        | | —               | Cuenca del Sella              |
| —        | f.o.  | INT  | —                                        | —                                        | Río Pra (Fuensanta)                      | Río Pra (Fuensanta)                      | Río Pra (Fuensanta)                      | 17            |             |        | Santu Medero                                      | Río Piloña                        | Bimenes, Nava | —               | Cuenca del Sella              |
| —        | f.o.  | INT  | —                                        | —                                        | —                                        | Río Pendón                               | Río Pendón                               | 5,5           |             |        | Sierra de Peñamayor (Nava)                        | Río Pra                           | Nava |                 | Cuenca del Sella              |
| —        | (*)   | INT  | —                                        | —                                        | Río Viao                                 | Río Viao                                 | Río Viao                                 |               |             |        | El Solanu (El Remediu)                            | Río Piloña                        | Nava | —               | Cuenca del Sella              |
| —        | f.o.  | INT  | —                                        | —                                        | —                                        | La Llavandera (río)                      | La Llavandera (río)                      |               |             |        | Verdera (Nava)                                    | Río Viao                          | Nava | —               | Cuenca del Sella              |
| —        | f.o.  | INT  | —                                        | —                                        | Río Punegru                              | Río Punegru                              | Río Punegru                              | 8,2           |             |        | Pandenes (Cabranes)                               | Río Piloña                        | Cabranes, Nava | —               | Cuenca del Sella              |
| —        | 24    | CAN  | —                                        | Río Dobra                                | Río Dobra                                | Río Dobra                                | Río Dobra                                | 25,8          |             |        | Valdeón (León)                                    | Río Sella                         | Cangas de Onís y Amieva | León            | Cuenca del Sella              |
| —        | 24    | CAN  | —                                        | —                                        | Río Pomperí                              | Río Pomperí                              | Río Pomperí                              | 10,0          |             |        | Pico Conjurtao                                    | Río Dobra                         | Cangas de Onís | —               | Cuenca del Sella              |
| —        | 30    | INT  | —                                        | Río Güeña                                | Río Güeña                                | Río Güeña                                | Río Güeña                                | 23,7          |             |        |                                                   | Río Sella                         | | —               | Cuenca del Sella              |
| 24       | f.o.  | LIT  | Río Guadamía                             | Río Guadamía                             | Río Guadamía                             | Río Guadamía                             | Río Guadamía                             | ap. 5         |             |        | El Colláu (Ribadesella)                           | Mar Cantábrico                    | Ribadesella, Llanes |                 | Cuencas costeras orientales   |
| 24       | f.o.  | LIT  | Río Nueva                                | Río Nueva                                | Río Nueva                                | Río Nueva                                | Río Nueva                                | ap. 5-10      |             |        | Alto la Campa                                     | Mar Cantábrico                    | Llanes | —               | Cuencas costeras orientales   |
| 14       |       | LIT  | Río Bedón                                | Río Bedón                                | Río Bedón                                | Río Bedón                                | Río Bedón                                | 19,1          | 126,56      | 3,04   | Sierra del Cuera                                  | Playa de San Antolín (Cantábrico) | Cabrales y Llanes | —               | Cuencas costeras orientales   |
| 29       | f.o.  | LIT  | Río Carrocedo                            | Río Carrocedo                            | Río Carrocedo                            | Río Carrocedo                            | Río Carrocedo                            | 6             |             |        | Sierra del Cuera                                  | Mar Cantábrico (ría de Llanes)    | Llanes | —               | Cuencas costeras orientales   |
| 31       | f.o.  | LIT  | Río Purón                                | Río Purón                                | Río Purón                                | Río Purón                                | Río Purón                                | 5             |             |        | Sierra del Cuera                                  | Mar Cantábrico                    | Llanes | —               | Cuencas costeras orientales   |
| 32       | f.o.  | LIT  | Río Cabra                                | Río Cabra                                | Río Cabra                                | Río Cabra                                | Río Cabra                                | 5             |             |        |                                                   | Mar Cantábrico (ría de Santiuste) | Llanes | —               | Cuencas costeras orientales   |
| 08       | 27    | CAN  | Río Deva                                 | Río Deva                                 | Río Deva                                 | Río Deva                                 | Río Deva                                 | 25 62         | 648,20      | 10,81  | Fuente Dé (Cantabria)                             | Tina Mayor Mar Cantábrico         | Peñamellera Baja, Ribadedeva | Cantabria       | Comp. Cantabria               |
| —        | 17    | CAN  | —                                        | Río Cares                                | Río Cares                                | Río Cares                                | Río Cares                                | 35 (53,7)     |             |        | Sierra de Cebolleda (León)                        | Río Deva                          | Cabrales, Peñamellera Alta y Peñamellera Baja Posada de Valdeón (León)                                                                         | León            | Comp. Cantabria               |
| —        | f.o.  | CAN  | —                                        | —                                        | Río Duje                                 | Río Duje                                 | Río Duje                                 | 14,8 17,7     |             |        | Fuente del Resalao (pie de Peña Vieja, Cantabria) | Río Cares                         | Cabrales | Cantabria       | Comp. Cantabria               |
| —        | f.o.  | CAN  | —                                        | —                                        | Río Casaño                               | Río Casaño                               | Río Casaño                               | 14,1          |             |        | cerca de los lagos de Enol                        | Río Cares                         | Cabrales | —               | Comp. Cantabria               |